# Flughafen Luleå/Kallax

i7
i11
i13
Der Flughafen Luleå/Kallax (IATA-Code: LLA, ICAO-Code: ESPA) ist der größte Flughafen Nordschwedens (Norrlands), gleichzeitig auch ein Militärflugplatz. Er wird sowohl zivil (Linien- und Charterflüge, Kallax Cargo Airport) als auch militärisch genutzt. Er befindet sich sieben Kilometer südlich der Stadt Luleå.

## Zivilflughafen

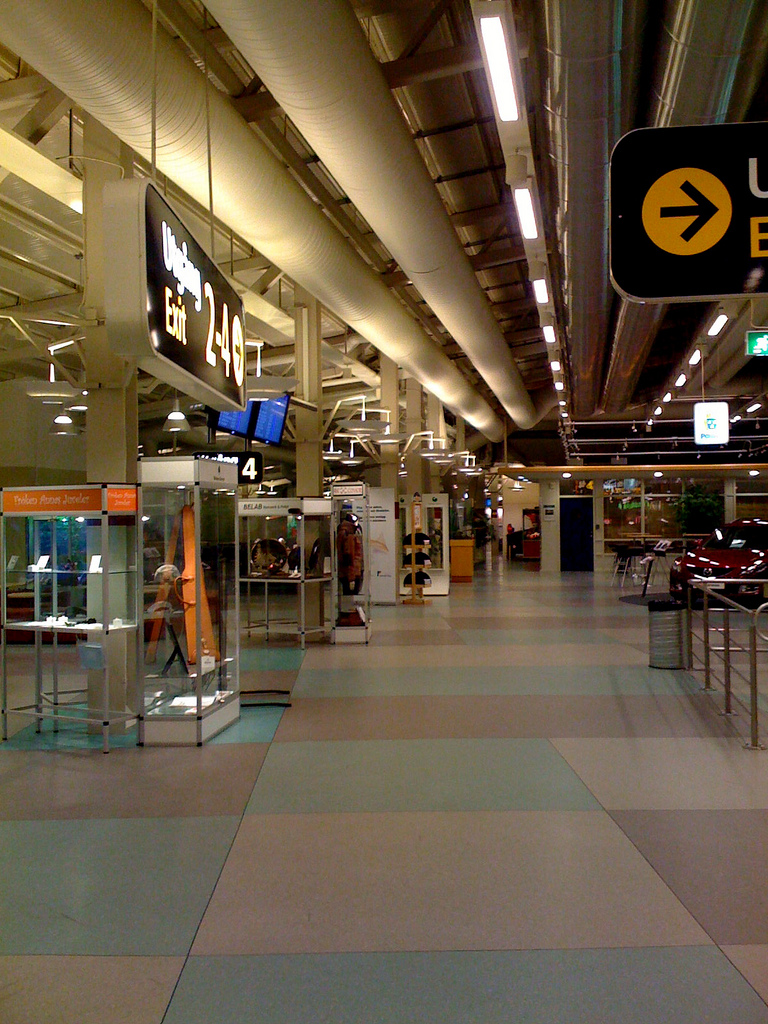
Bereich des Personenverkehrs, 2008

Mit 983.194 Passagieren im Jahr 2010 war der Flughafen Luleå/Kallax der sechstgrößte Schwedens nach Stockholm/Arlanda, Göteborg/Landvetter, Stockholm-Skavsta, Stockholm/Bromma und Malmö. Enteisungsflüssigkeiten (Glykol) können in Luleå im Gegensatz zur Praxis in allen anderen schwedischen Flughäfen umweltschonend recycelt werden. Müll wird in sieben Kategorien getrennt. Die Landebahn ist mit 3350 Metern die längste in Schweden.
Auf dem Flughafen befindet sich die Schule für Luftfahrt Nordiskt FlygTeknikCentrum, an der man Fluggerätmechaniker, Flugzeugtechniker und in Kooperation mit der Technischen Universität Luleå Luftfahrtingenieurwesen studieren kann. Bis zur Auflösung der Marke kooperierte auch die LTU mit der Schule.
Die nächstgelegenen Verkehrsflughäfen sind Skellefteå (113 km), Kemi-Tornio (Finnland, 115 km), Arvidsjaur (130 km), Oulu (Finnland, 165 km) und Gällivare (186 km).

## Frachtflughafen
Dieselbe Landebahn wird für Zivil-, Fracht- und militärische Flüge genutzt. Für Frachtflüge ist sie seit ihrer Verlängerung im Jahr 2000 nach Angaben der Kallax Cargo AB die längste moderne kommerzielle Landebahn Schwedens. Längere Landebahnen für den Frachtverkehr findet man in Nordeuropa lediglich in Oslo-Gardermoen und Kopenhagen-Kastrup. Der Frachtflughafen wird von der schwedischen Luftwaffe betrieben, die für die Wartung der Landebahn und Schneefreiheit sorgt. Die Kontrolle des Kallax Cargo Airport erfolgt durch Kallax Cargo AB, die zu zwei Dritteln NCC AB und Fastighet AB Norrporten und zu einem Drittel der Stadt Luleå gehört.

## Militärflugplatz
Das Flugfeld wurde schon ab 1944 militärisch genutzt. Auf dem Flughafen befindet sich die größte schwedische Luftwaffenbasis, F 21, welche die gleiche Landebahn wie die zivilen Flüge benutzt. Andere innerschwedische Luftwaffenstützpunkte sind zum Beispiel F 7 in Såtenäs bei Lidköping und F 17 in Ronneby.

## Zwischenfälle
- Am 22. Januar 1949 wurde eine Douglas DC-3/C-47A-20-DK der multinationalen SAS Scandinavian Airlines (Luftfahrzeugkennzeichen SE-BBN) auf dem Flughafen durch einen Brand zerstört. Über Personenschäden ist nichts bekannt.[4]